# Монголо-Бурятская автономная область
Монго́ло-Буря́тская автоно́мная о́бласть (также Автономная область Бурят-Монгол Сибири) — административно-территориальная единица в РСФСР, существовавшая с 9 января 1922 года по 30 мая 1923 года.
Административный центр — город Иркутск.

## История
Образована 9 января 1922 года в юго-восточной части Иркутской губернии и на западе Забайкальской области (к западу от реки Селенги).
Делилась на 5 аймаков: Тункинский, Аларский, Эхирит-Булагатский, Боханский и Селенгинский.
30 мая 1923 года Монголо-Бурятская автономная область была объединена с Бурят-Монгольской автономной областью в Бурят-Монгольскую АССР, с центром в Верхнеудинске.